# Popova (cratère)
Pour les articles homonymes, voir Popov.
Popova est un cratère d'impact présent sur la surface de Mercure. 

## Présentation
Le cratère fut ainsi nommé par l'Union astronomique internationale en 2012 en hommage à la styliste et peintre russe Lioubov Popova. 
Son diamètre est de 34 km. Il se situe dans le quadrangle de Discovery (quadrangle H-11) de Mercure.